# Maerua andradae
Maerua andradae är en kaprisväxtart som beskrevs av Hiram Wild. Maerua andradae ingår i släktet Maerua och familjen kaprisväxter. Inga underarter finns listade i Catalogue of Life.